# Pegomya pompalis
Pegomya pompalis är en tvåvingeart som först beskrevs av Villeneuve 1927.  Pegomya pompalis ingår i släktet Pegomya och familjen blomsterflugor.
Artens utbredningsområde är Frankrike. Inga underarter finns listade i Catalogue of Life.